# 最终幻想水晶编年史 时之回声
《最終幻想水晶編年史 時之回聲》是由史克威爾艾尼克斯開發，發行于Wii和任天堂DS平臺的動作角色扮演遊戲，遊戲是最終幻想水晶編年史系列的一作。遊戲于2009年1月29日雜日本發行，2009年3月24日在北美發行，2009年3月27日在歐洲發行，2009年4月2日在澳大利亞發行。

## 開發
遊戲于2008年東京電玩展向公眾公佈。
遊戲使用了史克威爾艾尼克斯開發的新引擎“波勒克斯引擎”（Pollux Engine），它允許玩家在無論使用哪個版本中都能連線，并在多人模式中共同冒險。
Wii版遊戲收錄了一個關於《最終幻想水晶編年史 水晶持有者》的新預告片。

## 評價
DS版本《最終幻想水晶編年史 時之回聲》發售首周在日本售出101,718份，而Wii版只售出21,721份。在接下來的一周，DS版又售出33,985份。遊戲在北美首周銷量並沒有如此之高，Wii版售出近25,000份，DS版售出16,000份。截至2009年5月31日，遊戲在全球售出57萬份。
《Fami通》雜誌給Wii版和DS版分別打出29/40分和30/40分。西方的評論也是正面的。IGN給《時之回聲》打出8.5/10分（但Wii版只打出6.5/10），評論了其困難的操作和遊戲玩法，并特別稱其多人模式“是《時之回聲》的亮點”。《GameInformer》給《時之回聲》打了7.5分和8分的第二意見。